# Língua nganasan
A língua Nganasan (chama antigamente тавгийский, tavgiysky, ou тавгийско-самоедский, tavgiysko-samoyedsky em Russo, nome originado do etônimo  тавги, tavgi) é a língua do povo  Nganasan. Já teve 1063 falantes estimados em 1989  e depois estimados 750 (1970.) nas áreas sudoeste centrais da Península de Taimir. A língua pertence ao grupo norte das línguas samoiedas, parte da línguas urálicas. São dois seus dialetos. O Avam (авамский говор, avamsky govor) e o Vadeyev]] (вадеевский говор, vadeyevsky govor).

## Fonologia
As características fonéticas são a existência de oito sons vogais, dois ditos ditongos - /ⁱa/ e /ᵘa/) (possivelmente não são ditongos, mas sequências de vogais) e cerca de vinte sons consoantess. Há uma gradação de consoantes, no que se refere nos fonemas b, t, k, s (sʼ) e suas combinações nasais mb, nt, ŋk, ns.
Em Nganasan há Dez sons vogais e cerca de Vinte sons consoantes :
|         | Anterior | Central | Posterior |
| ------- | -------- | ------- | --------- |
| Fechada | i, y     | ɨ       | u         |
| Média   | e        | ə       | o         |
| Abertan | ⁱa       | ɐ       | ᵘa        |

Algumas sequências de vogais são possíveis:
|     | -i  | -y | -ɨ | -u | -ə | -ɐ  |
| --- | --- | -- | -- | -- | -- | --- |
| i-  | ii  |    |    |    | iə | iɐ  |
| y-  |     | yy |    |    | yə | yɐ  |
| ɨ-  |     |    | ɨɨ |    | ɨə | ɨɐ  |
| u-  | ui  |    |    | uu | uə | uɐ  |
| e-  | ei  | ey |    |    |    |     |
| ə-  | əi  |    |    | əu | əə |     |
| o-  | oi  |    |    | ou |    | oɐ  |
| ⁱa- | ⁱai |    |    |    |    |     |
| ɐ-  | ɐi  | ɐy |    | ɐu |    | ɐɐ  |
| ᵘa- |     |    |    |    |    | ᵘaɐ |

Uma das principais características fonéticas do é uma gradação de consoantes corncernentes aos fomemass /b, t, k, s (sʼ)/ e a suas combinações /mb, nt, ŋk, ns/.

## Escrita
O alfabeto cirílico adaptado para Nganasan foi desenvolvido nos anos 90 (séc XX):
| А а | Б б | В в | Г г | Д д | Е е | Ё ё | Ж ж |
| З з | З̌ з̌ | И и | Й й | ’’  | К к | Л л | М м |
| Н н | Ӈ ӈ | О о | Ө ө | П п | Р р | С с | Ç ç |
| Т т | У у | Ү ү | Ф ф | Х х | Ц ц | Ч ч | Ш ш |
| Щ щ | Ъ ъ | Ы ы | Ь ь | Э э | Ә ә | Ю ю | Я я |

## Literatura
Em inglês, alemão
- Wagner-Nagy, Beáta: Chrestomathia Nganasanica. (Studia Uralo-Altaica : Supplementum 10) Szeged, 2002, 306 p. ISBN 963-482-588-5
- Katzschmann, Michael: Chrestomathia Nganasanica : Texte - Übersetzung - Glossar - Grammatik , Bearbeitung der Нганасанская фольклорная хрестоматия zusammengestellt von Kazis I. Labanauskas unter Berücksichtigung des Словарь нганасанско-русский и русско-нганасанский. Norderstedt, 2008, 604 p. ISBN 978-3-8370-1121-0